# Bengt Nylund
Bengt Atle Nylund, född 4 november 1885 i Järbo socken, Gästrikland, död 13 februari 1930 i Uppsala, var en svensk författare.
Bengt Nylund var son till kontraktsprosten Johan Nylund. Fjorton år gammal insjuknade han i tuberkulos och var större delen av sitt återstående liv sängliggande. Han avlade mogenhetsexamen 1905 och juris kandidatexamen 1917 vid Uppsala universitet. Nylund ägnade sig därefter åt studier särskilt i historia, vilket ledde honom in på författandet av pojkböcker i historiska ämnen. Den första, Junker Karl utkom 1920, och han utgav sedan nästan en ny varje år. Hemsocknens kulturhistoria behandlade han i Slättens söner (1926). Mest känd blev Nylund för sin lilla bok Vi och vår sjukdom (1924), där han utifrån kristen utgångspunkt behandlar lidandets problem. Boken utkom i flera upplagor och översattes till en mängd språk. Till samma genre hör En liten tröstebok för sjuka (1930, 4:e upplagan 1943).